# Ярунська сільська рада
Ярунська сільська рада — орган місцевого самоврядування Ярунської сільської територіальної громади Звягельського району Житомирської області з розміщенням у селі Ярунь.

## Склад ради

### VIII скликання
Рада складається з 22 депутатів та голови.
25 жовтня 2020 року, на чергових місцевих виборах, обрано 22 депутати, з них (за суб'єктами висування): Всеукраїнське об'єднання «Батьківщина» — 6, «Наш край» — 5, Радикальна партія Олега Ляшка та самовисування — по 4, «За майбутнє» — 2, «Європейська Солідарність» — 1.
Головою громади обрали позапартійного самовисуванця Сергія Романюка, тодішнього Орепівського сільського голову.

### Керівний склад сільської ради
| ПІБ                           | Основні відомості                                                 | Суб'єкт висування | Дата обрання | Дата звільнення |
| ----------------------------- | ----------------------------------------------------------------- | ----------------- | ------------ | --------------- |
| Бовсунівський Микола Павлович | Сільський голова, 1948 року народження, безпартійний              |                   | 26.03.2006   | 31.10.2010      |
| Жук Сергій Сергійович         | Сільський голова, 1974 року народження, освіта вища, безпартійний | самовисування     | 31.10.2010   | 25.10.2015      |
| Жук Сергій Сергійович         | Сільський голова, 1974 року народження, освіта вища, безпартійний | самовисування     | 25.10.2015   | 25.10.2020      |
| Романюк Сергій Вікторвич      | Сільський голова, 1987 року народження, освіта вища, безпартійний | самовисування     | 25.10.2020   |                 |

Примітка: таблиця складена за даними джерела

## Історія
Створена 1923 року в складі сіл Малий Молодьків та Ярунь Жолобенської волості Новоград-Волинського повіту Волинської губернії. На 1 жовтня 1941 року в підпорядкуванні значився х. Туганів.
Станом на 1 вересня 1946 року сільська рада входила до складу Ярунського району Житомирської області, на обліку в раді перебували села Малий Молодьків та Ярунь, х. Туганів не перебував на обліку населених пунктів.
11 серпня 1954 року, відповідно до указу Президії Верховної ради Української РСР «Про укрупнення сільських рад по Житомирській області», підпорядковано села Майстрова Воля та Юрківщина ліквідованої Юрківщинської сільської ради Ярунського району. 5 березня 1959 року, відповідно до рішення Житомирського облвиконкому № 161 «Про ліквідацію та зміну адміністративно-територіального поділу окремих сільських рад області», підпорядковано села Гірки та Кудиновичі ліквідованої Гірківської сільської ради Новоград-Волинського району; с. Майстрова Воля передане до складу Майстрівської сільської ради Новоград-Волинського району. 29 червня 1960 року, відповідно до рішення Житомирського облвиконкому № 683 «Про об'єднання деяких населених пунктів в районах області», села Кудиновичі, Малий Молодьків та Юрківщина приєднано до с. Ярунь.
На 1 січня 1972 року сільська рада входила до складу Новоград-Волинського району Житомирської області, на обліку в раді перебували села Гірки та Ярунь.
12 червня 2020 року територію та населені пункти ради включено до складу новоутвореної Ярунської сільської територіальної громади Новоград-Волинського (згодом — Звягельський) району Житомирської області.
Входила до складу Ярунського (Пищівського, 7.03.1923 р.) та Новоград-Волинського (4.06.1958 р.) районів.

### Населення
Кількість населення ради станом на 1923 рік становила 1 739 осіб, кількість дворів — 321.
Відповідно до результатів перепису населення СРСР, кількість населення ради станом на 12 січня 1989 року становила 4 243 особи.
Станом на 5 грудня 2001 року, відповідно до перепису населення України, кількість мешканців сільської ради становила 3 719 осіб.